# Hans-Friedrich Franck

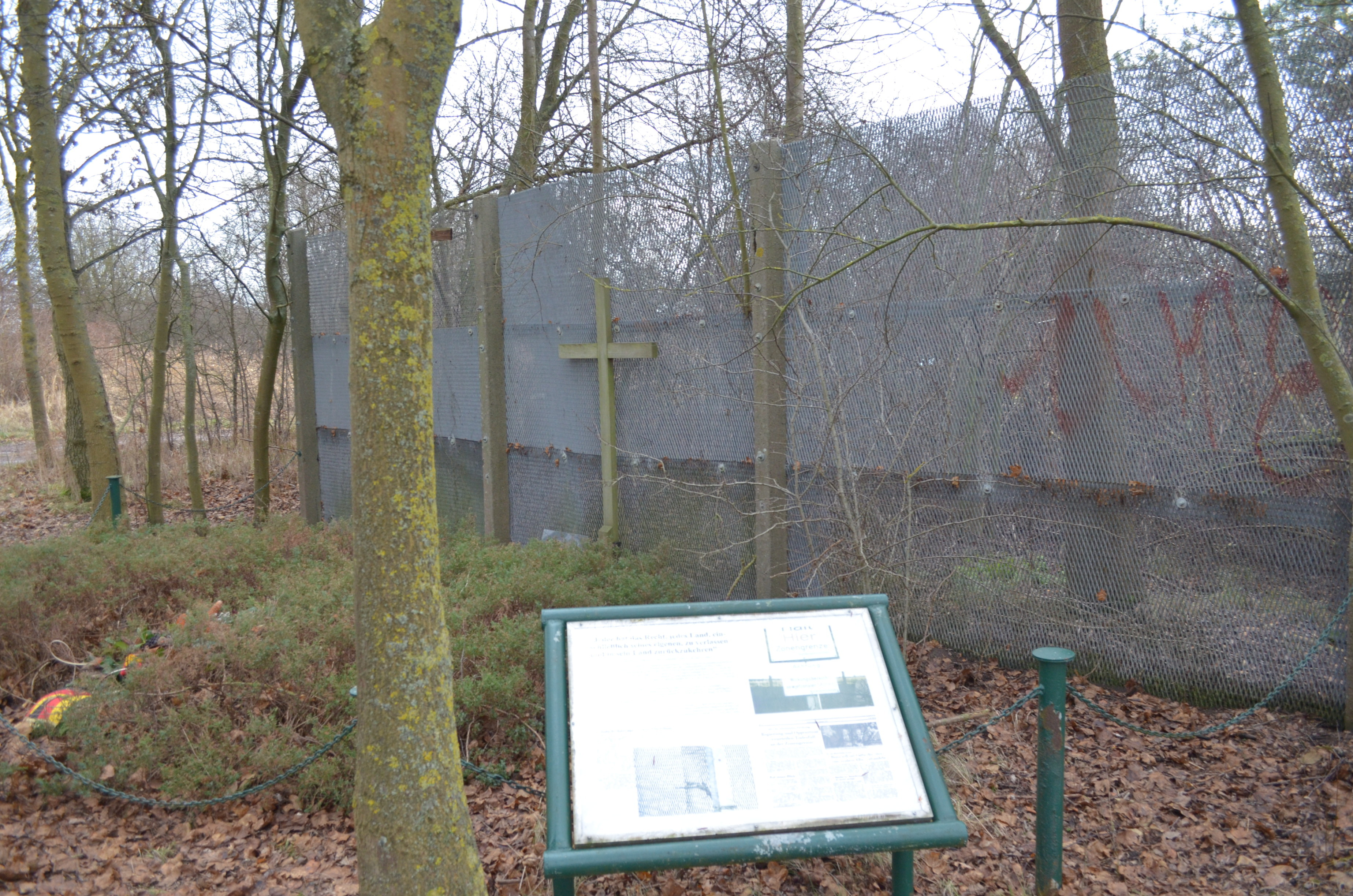
Gedenkstätte nahe Blütlingen an der ehemaligen innerdeutschen Grenze

Hans-Friedrich Franck (* 20. Dezember 1946 in Wismar; † 17. Januar 1973 in Dannenberg) war ein Todesopfer an der innerdeutschen Grenze.

## Tod
Am Abend des 16. Januar 1973 überquerte der Maschinenbauingenieur Hans-Friedrich Franck bei Blütlingen die innerdeutsche Grenze, wobei er um 23:17 Uhr eine Selbstschussanlage auslöste. Beamte des Zollgrenzdienst, durch die Detonation, Schreie und Schüsse alarmiert, entdeckten Franck ca. 150 Meter von der Demarkationslinie entfernt. Er war schwer verletzt und verlor durch die Splitterverletzungen viel Blut. Trotz sofortiger OP und Blutspenden starb er gegen 8 Uhr am 17. Januar 1973 im Kreiskrankenhaus Dannenberg.
Da die Familie angeblich kein Interesse an der Überführung des Leichnams in die DDR hatte, wurde er am 19. Januar 1973 in Dannenberg beigesetzt.
Bereits drei Tage nach seinem Tod errichtete der Wustrower Ortsverband der CDU ein Gedenkkreuz für Franck.
In einem Prozess um den Tod von Franck und fünf weiteren Fluchtopfern, die durch Selbstschussanlagen oder Schusswaffengebrauch starben, wurden die verantwortlichen ehemaligen Mitglieder des Nationalen Verteidigungsrats der DDR wegen Anstiftung zum Totschlag zu viereinhalb bis siebeneinhalb Jahren Haft verurteilt.